# Gerald Phiri
Pour les articles homonymes, voir Phiri.
Gerald Phiri (se prononce /piri/) (né le 6 octobre 1988 à Mufulira) est un athlète zambien, spécialiste du sprint.

## Carrière
Il se qualifie pour les demi-finales des Championnats du monde de 2009 en 10 s 16. En 2010, il égale son record à 10 s 13 à Columbia (16 mai), record qu'il avait atteint à Norman, le 30 mai 2009.
D'après l'IAAF, il aurait changé de nationalité de britannique à zambien en 2009 : jusqu'alors, il possédait les deux nationalités, étant arrivé dans sa jeunesse en Grande-Bretagne.
Dès le début de sa saison 2011, il bat son record personnel et le record de Zambie avec 10 s 06 réalisés le 9 avril 2011 à Austin.

### Records
Ses meilleurs temps sont :
- 60 mètres : 6 s 52 à Sopot en Pologne, le 8 mars 2013, record de Zambie
- 100 mètres : 10 s 03 à Clermont (États-Unis), le 10 mai 2014
- 200 mètres : 20 s 29 à Boulder au Colorado, le 18 mai 2008, record de Zambie.